# Sielsowiet Wiereśnica
Sielsowiet Wiereśnica (biał. Верасніцкі сельсавет, ros. Вересницкий сельсовет) – sielsowiet na Białorusi, w obwodzie homelskim, w rejonie żytkowickim, z siedzibą w Wiereśnicy.

## Demografia
Według spisu z 2009 sielsowiet Wiereśnica zamieszkiwało 2756 osób, w tym 2716 Białorusinów (98,55%), 23 Rosjan (0,83%), 9 Ukraińców (0,33%), 3 Mołdawian (0,11%), 2 osoby innych narodowości i 3 osoby, które nie podały żadnej narodowości. Do 2018 liczba ludności spadła do 2469 osób.

## Geografia i transport
Sielsowiet położony jest na Polesiu, w południowozachodniej części rejonu żytkowickiego. Graniczy z Turowem Największą rzeką jest Prypeć. Część terenów sielsowietu znajduje się w obrębie Rezerwatu Krajobrazowego Środkowa Prypeć oraz Rezerwatu Biologicznego Turauski Łuh, który w całości położony jest w sielsowiecie Wiereśnica.
Przebiega przez niego droga republikańska R88.

## Miejscowości
- agromiasteczko:
  - Wiereśnica
- wsie:
  - Buraź
  - Lubowicze
  - Maleszau (hist. Maleszewo Małe)
  - Pouczyn
  - Waronina
  - Zapiaseczne